# Njuotjanmeer
Het Njuotjanmeer, Zweeds: Njuotjanjaure, Samisch: Njuohčamjávri, is een meer in Zweden, in de gemeente Kiruna. Het meer is langwerpig van vorm en strekt zich uit langs de Ertsspoorlijn en de Europese weg 10. De Njuotjanberg ligt op de oostelijke oever ervan, gescheiden door spoorbaan en weg. De Njuotjanjåkka door het meer door. 
Afwatering: Njuotjanmmeer → Njuotjanjåkka → meer West Suorri → Rautasrivier → Torne → Botnische Golf